# Placiphorella pacifica
Placiphorella pacifica is een keverslakkensoort uit de familie van de Mopaliidae. De wetenschappelijke naam van de soort is voor het eerst geldig gepubliceerd in 1919 door Berry.